# Liste des sites Natura 2000 de la Haute-Marne
Cet article recense les sites Natura 2000 de la Haute-Marne, en France.

## Statistiques
La Haute-Marne compte 44 sites classés Natura 2000. 39 bénéficient d'un classement comme site d'intérêt communautaire (SIC), 5 comme zone de protection spéciale (ZPS).

## Liste
| Site                                                                                  | Type | Superficie (ha) | Fiche     | Coordonnées                      | Photo                         |
| ------------------------------------------------------------------------------------- | ---- | --------------- | --------- | -------------------------------- | ----------------------------- |
| Anciennes carrières souterraines de Chévillon et Fontaines-sur-Marne                  | SIC  | +00023,         | FR2102001 | 48° 32′ 32″ nord, 5° 08′ 59″ est |                               |
| Apance                                                                                | SIC  | +00023,         | FR2100620 | 47° 56′ 17″ nord, 5° 46′ 20″ est |                               |
| Bois de la Côte à Nogent-en-Bassigny                                                  | SIC  | +0 0009,        | FR2100325 | 48° 00′ 51″ nord, 5° 20′ 11″ est |                               |
| Bois de Serqueux                                                                      | SIC  | +00962,         | FR2100330 | 48° 00′ 53″ nord, 5° 45′ 30″ est |                               |
| Bois de Villiers-sur-Marne, Buxières-lès-Froncles, Froncles et Vouécourt              | SIC  | +00650,         | FR2100318 | 48° 18′ 19″ nord, 5° 09′ 17″ est |                               |
| Bois de la Voivre à Marault                                                           | SIC  | +00224,         | FR2100326 | 48° 10′ 48″ nord, 5° 05′ 14″ est |                               |
| Buxaie de Condes-Bréthenay                                                            | SIC  | +00089,         | FR2100265 | 48° 08′ 35″ nord, 5° 09′ 16″ est |                               |
| Carrières souterraines de Chaumont-Choignes                                           | SIC  | +00020,         | FR2102003 | 48° 06′ 39″ nord, 5° 10′ 14″ est |                               |
| Étang de la Horre                                                                     | SIC  | +00725,         | FR2100332 | 48° 30′ 00″ nord, 4° 39′ 17″ est |                               |
| Forêt de Doulaincourt                                                                 | SIC  | +02 060,        | FR2100317 | 48° 17′ 51″ nord, 5° 11′ 37″ est |                               |
| Forêt d'Harreville-les-Chanteurs                                                      | SIC  | +00433,         | FR2100320 | 48° 15′ 31″ nord, 5° 37′ 57″ est |                               |
| Fort de Dampierre                                                                     | SIC  | +00065,         | FR2100338 | 47° 57′ 33″ nord, 5° 25′ 38″ est |                               |
| Gorges de la Vingeanne                                                                | SIC  | +00071,         | FR2100324 | 47° 45′ 41″ nord, 5° 11′ 57″ est | Les gorges de la Vingeanne    |
| Grotte de Coublanc                                                                    | SIC  | +0 0000,28      | FR2100336 | 47° 41′ 43″ nord, 5° 28′ 02″ est |                               |
| Lac du Der-Chantecoq                                                                  | SIC  | +06 135,        | FR2100334 | 48° 34′ 05″ nord, 4° 46′ 46″ est | Le lac du Der-Chantecoq       |
| Marais tourbeux du plateau de Langres (secteur Sud-Ouest)                             | SIC  | +00399,         | FR2100275 | 47° 45′ 56″ nord, 5° 02′ 01″ est |                               |
| Marais tufeux du plateau de Langres (secteur Nord)                                    | SIC  | +00237,         | FR2100277 | 47° 49′ 55″ nord, 5° 08′ 33″ est |                               |
| Marais tufeux du plateau de Langres (secteur Sud-Est)                                 | SIC  | +00137,         | FR2100276 | 47° 45′ 52″ nord, 5° 10′ 59″ est |                               |
| Ouvrages militaires de la région de Langres                                           | SIC  | +00059,         | FR2100337 | 47° 49′ 49″ nord, 5° 18′ 28″ est |                               |
| Pelouse de la côte de Chaumont à Brottes                                              | SIC  | +00011,         | FR2100263 | 48° 05′ 21″ nord, 5° 08′ 01″ est |                               |
| Pelouse des sources de la Suize à Courcelles-en-Montagne                              | SIC  | +00111,         | FR2100250 | 47° 50′ 00″ nord, 5° 11′ 21″ est |                               |
| Pelouses et fruticées de la côte oxfordienne de Bologne à Latrecey                    | SIC  | +00653,         | FR2100249 | 47° 59′ 19″ nord, 4° 51′ 07″ est |                               |
| Pelouses et fruticées de la région de Joinville                                       | SIC  | +00511,         | FR2100247 | 48° 23′ 01″ nord, 5° 08′ 37″ est |                               |
| Pelouses, rochers, bois, prairies de la vallée de la Marne à Poulangy-Marnay          | SIC  | +00367,         | FR2100264 | 48° 01′ 33″ nord, 5° 14′ 38″ est |                               |
| Pelouses submontagnardes du plateau de Langres                                        | SIC  | +00039,         | FR2100261 | 47° 47′ 50″ nord, 5° 11′ 40″ est |                               |
| Pelouses du Sud-Est Haut-Marnais                                                      | SIC  | +00228,         | FR2100260 | 47° 42′ 47″ nord, 5° 24′ 39″ est |                               |
| Prairies de la Voire et Héronne                                                       | SIC  | +01 088,        | FR2100295 | 48° 28′ 14″ nord, 4° 34′ 43″ est |                               |
| Rebord du plateau de Langres à Cohons et Chalindrey                                   | SIC  | +00200,         | FR2100248 | 47° 48′ 03″ nord, 5° 23′ 42″ est |                               |
| Reculée du Cul du Cerf à Orquevaux                                                    | SIC  | +00176,         | FR2100323 | 48° 19′ 02″ nord, 5° 24′ 24″ est |                               |
| Ruisseaux de Pressigny et de la ferme d'Aillaux                                       | SIC  | +0 0005,        | FR2100345 | 47° 43′ 51″ nord, 5° 39′ 38″ est |                               |
| Ruisseaux de Vaux-la-Douce et des Bruyères                                            | SIC  | +0 0006,        | FR2100344 | 47° 51′ 31″ nord, 5° 44′ 23″ est |                               |
| Site à chiroptères de la vallée de l'Aujon                                            | SIC  | +03 734,        | FR2102002 | 48° 03′ 56″ nord, 4° 54′ 55″ est |                               |
| Tufière de Rolampont                                                                  | SIC  | +00080,         | FR2100278 | 47° 56′ 52″ nord, 5° 15′ 20″ est | La tufière de Rolampont       |
| Val de la Joux et la Vouette à Roches-sur-Rognon                                      | SIC  | +00257,         | FR2100322 | 48° 16′ 48″ nord, 5° 15′ 34″ est |                               |
| Vallée de l'Aube, d'Auberive à Dancevoir                                              | SIC  | +01 136,        | FR2100292 | 47° 53′ 45″ nord, 4° 56′ 33″ est |                               |
| Vallée de l'Aujon, de Chameroy à Arc-en-Barrois                                       | SIC  | +00467,         | FR2100293 | 47° 53′ 56″ nord, 5° 04′ 52″ est |                               |
| Vallée du Rognon, de Doulaincourt à la confluence avec la Marne                       | SIC  | +00486,         | FR2100291 | 48° 20′ 48″ nord, 5° 10′ 40″ est |                               |
| Vallées du Rognon et de la Sueurre et massif forestier de la Crête et d'Écot-la-Combe | SIC  | +03 934,        | FR2100319 | 48° 12′ 04″ nord, 5° 19′ 57″ est |                               |
| Vallon de Senance à Courcelles-en-Montagne et Noidant-le-Rocheux                      | SIC  | +00049,         | FR2100329 | 47° 50′ 07″ nord, 5° 14′ 12″ est |                               |
| Barrois champenois et forêt de Clairvaux                                              | ZPS  | +41 156,        | FR2112010 | 48° 08′ 05″ nord, 4° 43′ 45″ est |                               |
| Bassigny                                                                              | ZPS  | +78 527,        |           | 48° 08′ 31″ nord, 5° 35′ 55″ est | Forêt de l'abbaye de la Crête |
| Étang de la Horre                                                                     | ZPS  | +01 452,        | FR2110091 | 48° 30′ 00″ nord, 4° 40′ 00″ est |                               |
| Herbages et cultures des vallées de la Voire, de l'Héronne et de la Laines            | ZPS  | +02 274,        | FR2112001 | 48° 28′ 14″ nord, 4° 34′ 43″ est |                               |
| Lac du Der-Chantecoq                                                                  | ZPS  | +06 536,        | FR2110002 | 48° 34′ 00″ nord, 4° 45′ 00″ est | Le lac du Der-Chantecoq       |